# Pere de Castellví
En Pere de Castellví fou un cavaller que pertanyia a l'alta noblesa valenciana del segle xv, i que històricament estigué vinculat a diverses localitats de la comarca de la Marina Alta.

## Dades biogràfiques
En Pere de Castellví era fill d'en Gonçal de Castellví, que fou senyor d'un gran nombre de poblacions, com ara Carlet, Beniarbeig, El Verger, Els Poblets i La Cremadella. En Pere es casà per primera vegada amb na Violant Pardo de la Casta i l'any 1422 en segones noces amb una tal Yolant, senyora de qui no se'n té cap altra referència biogràfica.

## Vinculació amb Alcalalí i Mosquera
Aquest cavaller fou senyor dels llocs d'Alcalalí i Mosquera fins a l'any 1408, en què els vengué a un altre cavaller dit en Jaume Verdeguer. El dia 28 de setembre del 1409, tots dos senyors es reuniren en presència del notari en Ramón Vidal per fixar la línia de divisió entre els seus respectius dominis, que és la que actualment marca la separació entre els termes municipals d'Alcalalí i Xaló.

## Vinculació amb Xaló, Llíber i Murla
També li pertanyia el senyoriu de Xaló i Llíber, que el bescanvià amb en Guillem Martorell, avi del novel·lista Joanot Martorell, per la Vila i Castell de Murla. Aquest concanvi i permuta feta i fermada es documentà en escriptura atorgada el dia 10 de juny de 1413. A través de l'esmentat document, se sap que el senyoriu de Xaló i Llíber fou valorat en 230.000 sous i la Vila i Castell de Murla en 205.000 sous; per tant, el patriarca de la família dels Martorell hagué d'abonar-li a en Pere de Castellví aquesta diferència de 25.000 sous.